# Тиквешки народоосвободителен партизански отряд „Добри Даскалов“
Тиквешкия народоосвободителен партизански отряд „Добри Даскалов“ е комунистическа партизанска единица във Вардарска Македония, участвала в комунистическата съпротива във Вардарска Македония.

## Създаване
Създаден е на 3 май 1943 година в планината Вишешница, край Положкия манастир, Кавадарско от част от оцелелите от Велешко-прилепския народоосвободителен партизански отряд „Димитър Влахов“ и нови бойци. Заедно с Гевгелийският народоосвободителен партизански отряд „Сава Михайлов“ провеждат акции в Тиквешко между 28 май - 10 юни 1943 година в селата Драгожел, Праведник, Шешково, Галище, Голем Радобил и Мал Радобил. На 24 септември 1943 година Тиквешкия отряд заедно с Битолския народоосвободителен партизански отряд „Гоце Делчев“ и „Гевгелийския народоосвободителен партизански отряд Сава Михайлов“ формират Народоосвободителен батальон „Страшо Пинджур“

## Участници
- Никола Минчев – командир
- Лазар Калайджийски – заместник-командир
- Димитър Ангелов – Габерот – политически комисар
- Тихомир Милошевски
- Ангел Чемерски
- Блажо Тодоровски
- Панче Неделковски
- Боро Чаушев
- Диме Туриманджовски
- Павле Игновски
- Ристо Джунов